# Surui Paiter
I Surui Paiter  sono un gruppo etnico del Brasile con una popolazione stimata in 1.172 individui nel 2010 (Funasa).

## Lingua
Parlano la lingua Surui (codice ISO 639: SRU) che appartiene alla famiglia linguistica Monde. Si auto-identificano con il termine Paiter che significa "il nostro popolo", "noi stessi".

## Insediamenti
Vivono negli stati brasiliani del Mato Grosso e di Rondônia, nel territorio indigeno di Sete de Setembro, un'area di 247.870 ettari. L'area si trova a nord del comune di Cacoal (stato di Rondônia) e si estende fino al comune di Aripuanã (stato del Mato Grosso), nei bacini del fiume Branco, affluente del fiume Roosevelt, e dei fiumi Sete de Setembro e Fortuninha.

## Organizzazione sociale
I Paiter sono poligami e sono organizzati in quattro fazioni patrilineari: Gamep, Gamir, Makor e Kaban. Spesso l'uomo sposa la figlia di sua sorella ma si verificano anche matrimoni tra cugini.